# Mujer con sombrilla (Toulouse Lautrec)
Mujer con sombrilla, también conocida como Berthe la Sorda, sentada en el jardín de M. Forest, es una pintura de 1889 de Henri de Toulouse-Lautrec, que se encuentra en el Museo del Hermitage en San Petersburgo.

## Descripción
Este cuadro fue pintado en 1889 y es un retrato de una prostituta parisina, apodada "Berta la sorda". Cabe señalar que un fotógrafo desconocido inmortalizó la obra en foto: aquí aparecen el propio artista y su modelo y el lienzo que está siendo pintado es claramente reconocible. Está claro que, a pesar de su pose un tanto grotesca, Toulouse-Lautrec es impecablemente preciso al representar cada detalle: objetos, ropa, sombrero, pose y expresión facial de la retratada - corresponden completamente al trabajo. Doctor en Arte, Investigador Jefe del Departamento de Arte de Europa Occidental en el Hermitage, G. Kostenevich describe a Berthe de la siguiente manera: «Berthe está vestida como para un retrato formal: un caro sombrero bicolor de paja fina, un paraguas, un vestido con ribetes de encaje. . . . No, Berthe posa franca y pacientemente para un retrato que debía convertirse en el mejor de su vida. Indudablemente quiso parecer una dama honesta, cosa que casi logró, solo que el artista no pudo resistir la ironía, ciertamente no malvada, sino más bien simpática».

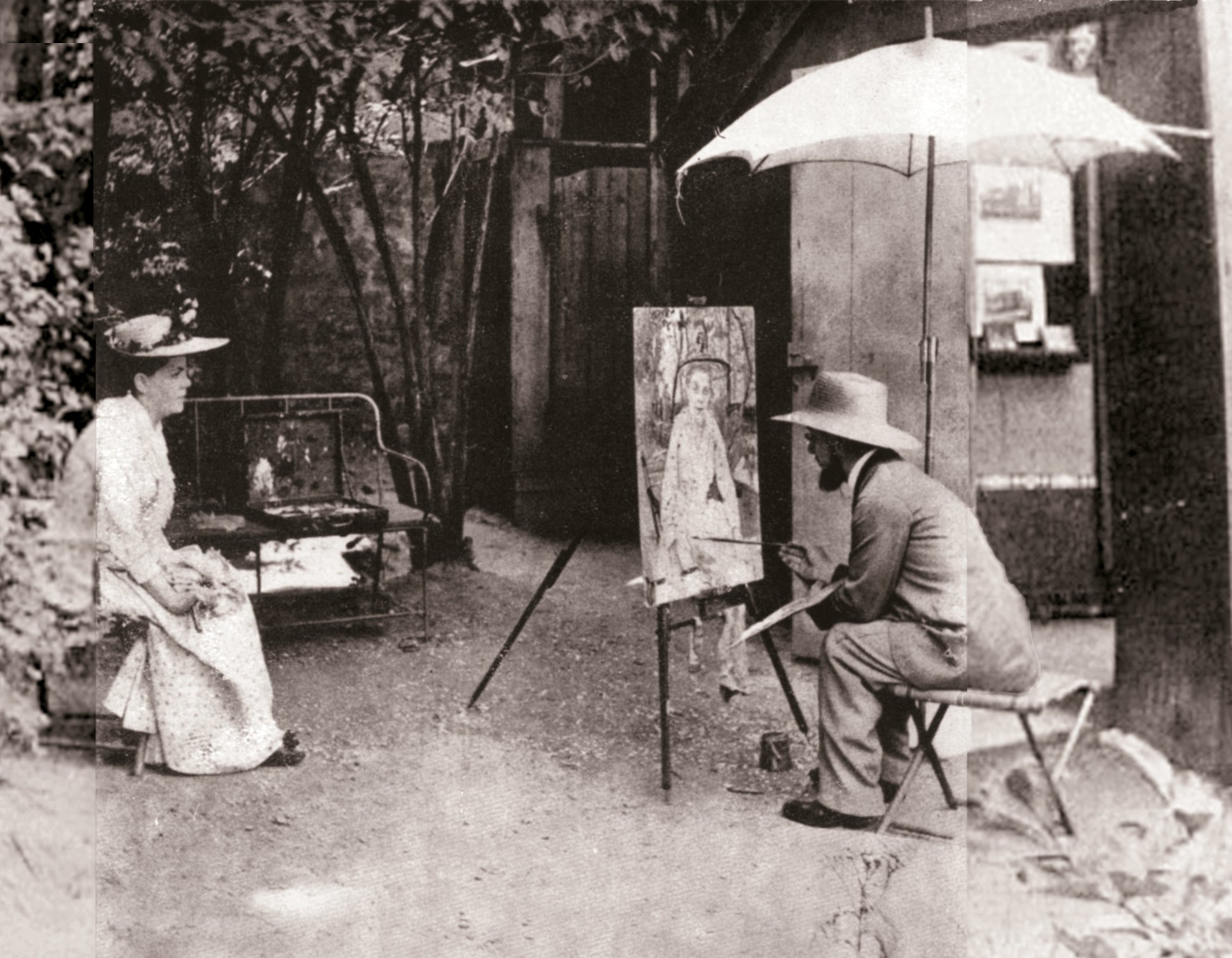
Fotografía de Toulouse-Lautrec en el trabajo. Autor desconocido, 1889. Museo Toulouse-Lautrec de Albi.

La pintura fue realizada en el jardín del famoso fotógrafo parisino Forest, con quien Toulouse-Lautrec entabló relaciones amistosas. Lautrec recibió permiso de Forest para trabajar en el jardín cuando lo necesitara y donde se sintiera cómodo; la foto también muestra un cobertizo donde Toulouse-Lautrec guardaba sus útiles de dibujo. Aquí, pintó varios cuadros: La pelirroja en el jardín de M. Forest (1889, colección particular), Justine Diel en el jardín de Forest (1889, Museo de Orsay), Retrato de Désirée Dio (1890, Museo Toulouse-Lautrec de Albi), Dio Joyeuse (1890, Museo Toulouse-Lautrec en Albi), Casque d'or (1890, colección privada) y muchos otros. El jardín en sí no se conservó, en su lugar en 1899 se construyó un cine.

## Exposición
La pintura se mostró por primera vez al público en una exposición en Bruselas en enero de 1890, luego fue comprada por el marchante de arte Paul Rosenberg y revendida por el famoso coleccionista alemán Otto Krebs. Durante la Segunda Guerra Mundial, el lienzo fue incautado por las tropas soviéticas y enviado a la URSS como reparación de guerra; durante mucho tiempo estuvo almacenado en las tiendas del Museo del Hermitage y solo se mostró en 1995 en la exposición del Hermitage sobre el expolio de obras de arte durante la guerra; desde 2001 el cuadro forma parte de la exposición permanente del Hermitage; desde finales de 2014 se exhibe en el edificio del personal general (pabellón 402).
En 1890, Toulouse-Lautrec pintó otro retrato de Berthe la Sorda: Mujer con sombrero negro (colección particular).